# Kościół Wniebowzięcia Matki Bożej i Świętego Michała w Wieleniu
Kościół Wniebowzięcia Matki Bożej i Świętego Michała w Wieleniu – jeden z kościołów rzymskokatolickich w mieście Wieleń. Mieści się przy ulicy Tadeusza Kościuszki. Należy do dekanatu wieleńskiego.

## Architektura
Budowla orientowana, z zewnątrz otynkowana, fasada nie ma podziałów, Świątynia o jednej nawie z nieco niższym, półkolistym prezbiterium. Kościół ma kilka przybudówek. Od północy przy prezbiterium mieści się prostokątna zakrystia, a nad nią otwarta do prezbiterium loża. Dalej od tej samej strony, w jednym rzędzie przybudówek połączonych z nawą znajdują się schody na lożę, mała kaplica Serca Jezusowego i schody na chór muzyczny.

## Wyposażenie

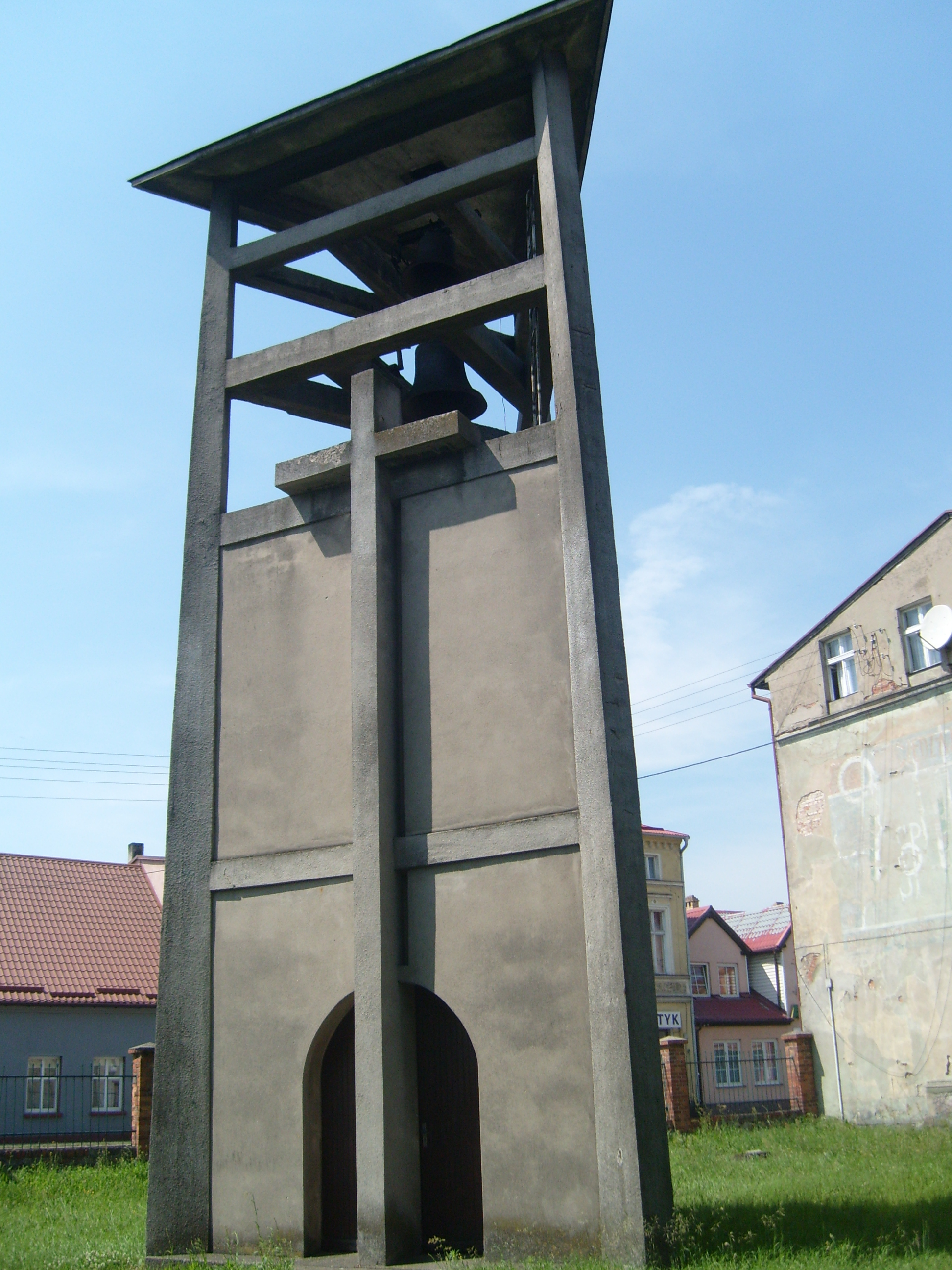
Dzwonnica

Jest to budowla wczesnobarokowa i została ufundowana w 1615 roku przez Zofię z Hubertów Czarnkowską, kasztelanową kaliską, konsekrowano ją w 1632 roku. Polichromia świątyni została wykonana w I ćwierci XVII stulecia w stylu regencji przez Antoniego Pallme ze Zbąszynia. Ołtarz główny w stylu wczesnego baroku został ufundowany przez księdza Łukasza Kilińskiego - wykonali go snycerze z Pelplina. Znajduje się w nim obraz Wniebowzięcia Matki Bożej z warsztatu Hermanna Hanna oraz rzeźby św. Stanisława, Wojciecha, Jadwigi i Elżbiety. Ołtarze boczne są w stylu późnego baroku. Ambona w stylu późnorenesansowym pochodzi z około roku 1640, chrzcielnica reprezentuje styl późnobarokowy. Balkon loży kolatorskiej w prezbiterium z parapetem i obramieniem drewnianym o bogatej dekoracji, reprezentuje styl regencji i został wykonany w I ćwierci XVIII stulecia. W ścianach świątyni umieszczone są trzy szafki - ozdobione herbami cechu piwowarów i rzeźników. Przy budowli mieści się kaplica św. Stanisława Kostki, na jej sklepieniu namalowana scena ubóstwienia św. Stanisława, w niej znajduje się cynowy sarkofag fundatora Jana Kostki ze Sztemberka.
W 2021, będący w złym stanie technicznym obiekt, osuszono, wymieniono fugi cementowe na wapienne i położono nowe pokrycie dachowe. Renowację przeszło również wnętrze kościoła.